# قزامة
القزامة أو داء التقزم هي حالة طبية يكون نتيجتها الفرد أو الحيوان قصير القامة وغالباً ما تكون تلك الحالة ناجمة عن النمو البطيء. في البشر، يتم تعريف التقزم في بعض الأحيان باعتباره طول قامة البالغين الأقل من (135 سم). يمكن حدوث القزامة من قِبل أكثر من 300 حالة طبية مختلفة،  تختلف هذه الأعراض والخصائص بين الأقزام اختلافاً كبيراً. يتميز القزم غير المتناسق بكون جانب واحد أو أكثر من أجزاء الجسم كبيرة أو صغيرة نسبياً بالمقارنة مع تلك الخاصة بشخص بالغ متوسط الحجم، مع ظهور اختلافات في النمو في مناطق محددة. في حالات القزم المتناسق، يتناسب الجسم بشكل طبيعي، ولكنه صغير بشكل غير عادي.
لا يوجد علاج واحد للتقزم. الفروق الفردية، مثل اضطرابات نمو العظام، يمكن علاجها احياناً عن طريق الجراحة، ويمكن علاج بعض اضطرابات الهرمونات من خلال الأدوية، والعلاج باستبدال الهرمونات. يجب أن يتم هذا العلاج قبل اكتمال نمو عظام الطفل. غالباً ما يُستخدم الأثاث المخصص للأقزام عندالإقامة الفردية. توفِرالعديد من مجموعات الدعم خدمات لمساعدة الأفراد الذين يعانون من التقزم والتمييز الذي قد يواجههم بسبب قصر القامة الخاصة بهم.
بالنسبة للأشخاص، هناك جوانب اجتماعية بالإضافة إلى الجانب الطبي للحالة كذلك. لشخص مع التقزم، يمكن أن يؤدي اختلاف طوله عن الآخرين إلى السخرية في مرحلة الطفولة والعنصرية في مرحلة البلوغ. في الولايات المتحدة، وكندا، والمملكة المتحدة، والدول الأخرى الناطقة بالإنجليزية، يفضل بعض الأشخاص مع التقزم أن يطلق عليهم لقب صغار الحجم.
تاريخياً، كان يستخدم المصطلح قزماً لوصف «الأقزام المتناسقة». مع ذلك، يعتبر هذا المصطلح الآن بأنه مهين وتحقير  (انظر المصطلحات). تعريف آخر للقزم هو أي شيء (وخاصة حيوان) صغير بما يتناسب مع نمط معين. نقص التوتر العضلي، أو ارتخاء العضلات، هو أمر شائع في الأقزام، ولكن عادة ما يكون الذكاء والعُمر طبيعيين. تعريف التقزم بواسطة الطول وحده هو إشكالية لان قصر القامة في حد ذاته ليس اضطراب. على سبيل المثال، الأقزام الذكور البالغين لديهم مستويات أقل من 150 سم (4 أقدام 11 بوصة) في المتوسط.

## التصنيف

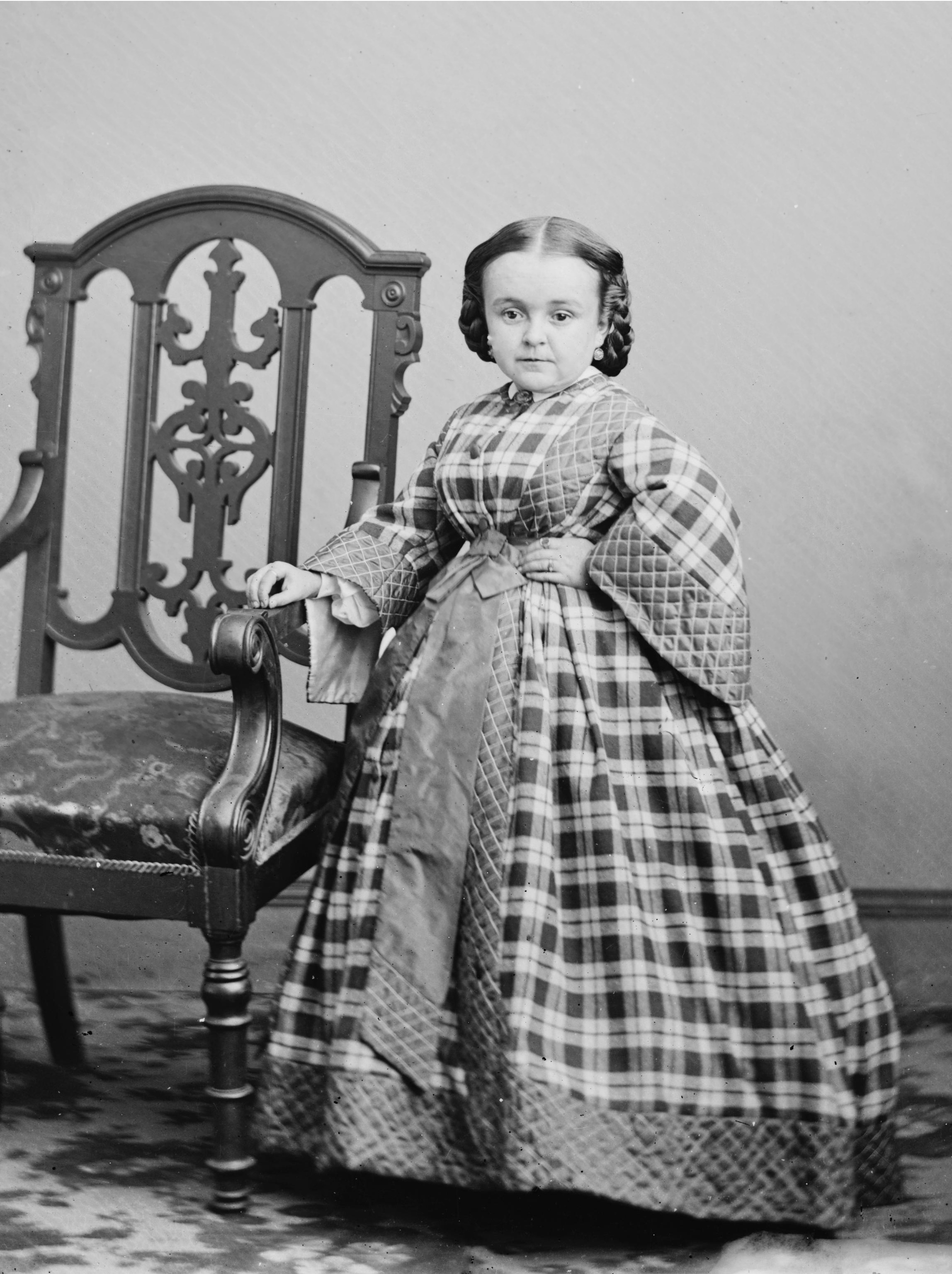
لافينيا وارين، ممثلة مصابة بقزامة بسبب خلل الغدة النخامية (نقص هرمون النمو).

عادة ما يحدث التقزم بسبب تغير وراثي. تحدث الودانة بسبب طفرة في ال صبغي 4 (إنسان). إذا كان سبب التقزم اضطرابات طبية، يشار إليها على أنها المرض المسبب. غالباً ما تُصنف الإضطرابات المسببة للقزامة تبعاً للتناسق. يُصف التقزم الغير متناسق بذلك إذا كانت الاضطرابات تسبب نتائج مختلفة في الجسم، في حين أن نتائج الإضطرابات في التقزم المتناسق تكون مُوحده عموماً في الجسم.
يمكن تصنيف الاضطرابات التي تسبب التقزم وفقاً لواحدة من مئات المسمّيات، التي عادة ما تكون تابعة لواحدة من الجذور التالية:
الموضع
- الجذري = الجذر، على سبيل المثال، عظام العضد أو الفخذ
- أوسط الطرف = الوسط، على سبيل المثال، عظام الساعد أو الساق السفلى
- نهايات الأطراف = النهاية، على سبيل المثال، عظام اليدين والقدمين.
- قصير الأطراف = تقصير أطرافه كلها

المصدر
- غضروفي = الغضروف
- عظمي = العظام
- فقاري = الفقرات
- تكويني = الشكل
- غذائي = النمو

من الأمثلة على ذلك الودانة، خلل التنسج العظمي، الحثل الغضروفي، وحثل عظمي غضروفي.

## الخصائص
```
الأقزام لديهم مجموعة واسعة من الخصائص الفيزيائية، ويتم تحديد الاختلافات في الأفراد من خلال تشخيص ورصد الأسباب.
```

يمكن أن يكون قصر القامة موروث ولا يوجد أي مرض. لا يعتبر قصر القامة في حالة عدم وجود حالة طبية تقزماَ. على سبيل المثال، فإن رجل قصير وامرأة قصيرة مع صحة متوسطة يميلوا إلى إنتاج أطفال الذين هم أيضا قصيرين ومتوسطي الصحة. بينما الآباء القصير تميل إلى إنتاج أطفال قصيرة، فإن الأقزام قد ينتجوا أطفال متوسطي الطول، إذا كان التقزم بهم ليس وراثيا أو إذا لا يعبر بسبب الاختلاف الجيني.

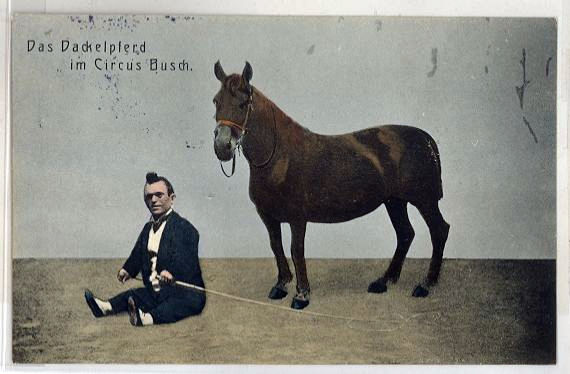
يحدث التقزم في الحيوانات كما يحدث في البشر؛ يمكن أن يكون لدى الخيول أعراض الودانة، كما هو موضح هنا حصان قزم بجوار شخص قزم.

يتميز القزم غير المتناسق بوجود جزء واحد أو أكثر من أجزاء الجسم كبيرة أو صغيرة بشكل غير عادي بالمقارنة مع باقي الجسم. في حالة الالودانة يكون الجذع في الحجم الموسط، ويكون أحد الأطراف أقصر نسبياً، وتكون رأسه عادة أكبر، وتكون جبهته بارزة. أدى التقزم في حالة واحدة على الأقل إلى جذع ورأس أصغر بكثير. كثيراً ما تتأثر ملامح الوجه وأجزاء الجسم الفردية قد تواجه مشاكل مرتبطة بها. يمكن أن تنجم مشاكل العظام عن شروط متعددة مثل خلل تنسج ضموري مشوه.
يتميز القزم المتناسق عن طريق أجزاء الجسم المتناسقة ولكنها تكون أصغر. يكون الطول أقل بكثير من المتوسط، ويمكن أن تكون هناك فترات طويلة دون أي نمو واضح. غالباً ما يتأخر النمو الجنسي أو ينخفض في مرحلة البلوغ. قد تكون الإعاقة الذهنية جزءاً في بعض حالات القزم المتناسق على عكس القزم غير المتناسق.
الأضرار المادية الناتجة عن تشوهات العظام تختلف تبعاً للمرض. محاذاة العظام غير الطبيعية ينجم عنها العديد من آلام المفاصل، أو من الضغط على العصب. قد يتسبب كلاً من امراض الإنحلال المبكر للمفاصل، وتشوهات العمود الفقري الشديدة كالتحدب القطني الزائد والجنف(انحراف العمود الفقري)، وضيق مسار النخاع الشوكي أو جذور الأعصاب في آلام مبرحة وإعاقات مختلفة. يمكن أن يؤدي انخفاض حجم الصدر إلى تقييد نمو الرئة وتقليل وظائف الرئتين. وترتبط بعض أشكال التقزم مع اختلال وظيفة بعض الأعضاء الأخرى، مثل الدماغ أو الكبد، وأحياناً خطيرة بما يكفي لتكون أكثر من مجرد ضَعف نمو العظام غير العادية.
تختلف الآثار النفسية أيضا تبعاً للمرض المُسبب. في معظم حالات خلل التنسج العظمي، مثل الودانة، لا يكون هناك تضرر في الوظائف العقلية. ولكن، هناك أمراض يمكن أن تؤثر على بُنية الجمجمة ونمو الدماغ، وتُضعف بشدة القدرة العقلية. ما لم يتأثر الدماغ مباشرة من المرض المُسبب، هناك دائماً فرصة ضئيلة للضعف العقلي الذي يمكن أن يُعزى إلى التقزم.
قد تكون القيود النفسية والاجتماعية للمجتمع أكثر اعاقة من الأعراض الجسدية، وخاصة في مرحلة الطفولة والمراهقة، ولكن يختلف الأقزام اختلافاً كبيراً في الدرجة التي يتأثروا بيها في المشاركة الاجتماعية والصحة النفسية.
- التحيز الاجتماعي ضد القصر الشديد قد يقلل من الفرص الاجتماعية والزوجية.[19][20]
- أثبتت دراسات عديدة انخفاض فرص العمل. ويرتبط القصر الشديد مع انخفاض الدخل.[20]
- قد يعاني من قلة تقدير الذات وبالتالي قد تتأثر العلاقات الأسرية.
- يمكن أن لم يتم استيعاب القِصر الشديد (طول 3/2 قدم [60-90 سم] في المتوسط)، أن تتداخل مع أنشطة الحياة اليومية، مثل قيادة السيارة أو استخدام الأسطُح المبنية لطوال القامة. يمكن أن تؤدي سمات مشتركة أخرى في القزامة مثل الركبتين المحنيتين والأصابع القصيرة على نحو غير عادي إلى مشاكل في الظهر، وصعوبة في المشي وتناول الأشياء.
- الأطفال الذين يعانون من التقزم معرضون بشكل خاص للمضايقة والسخرية من زملاء الدراسة. وقد يشعر الأطفال بمعزل عن أقرانهم لأن ظاهرة التقزم غير شائعة نسبياً.[16]

## الأسباب

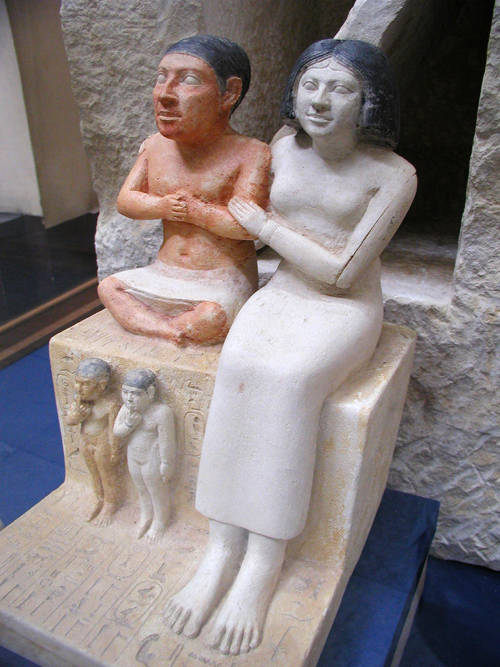
سنيب، مسؤول قضائي والكاهن لحكام مصر القديمة خوفو ودجيدف رع، مع زوجته سنيتيتس وأطفالهم.

يمكن أن ينجم التقزم عن ظروف طبية لا تعد ولا تحصى، ولكل منها أعراض وأسباب منفصلة خاصة. عادة ما يكون السبب هرموني في حالة القصر الشديد في البشر مع أجزاء جسم متناسقة، مثل نقص هرمون النمو يطلق عليه أيضاً القزامة النخامية. اثنين من الاضطرابات، الودانة ونقص هرمون النمو (المعروف أيضا باسم قزامة بسبب خلل الغدة النخامية)، هم المسؤولين عن غالبية حالات التقزم في الإنسان.

### الودانة
الشكل الأكثر تميزا والأكثر شيوعا من القزامة في البشر هو الودانة، وهو ما يمثل 70٪ من حالات التقزم، ويحدث في 15:4 حالة من 100,000 المواليد الأحياء.
ينتج عنه أطراف قصيرة، وزيادة انحناء العمود الفقري، وتشويه نمو الجمجمة. تكون أطراف الجسم في حالة الودانة أقصر نسبيا من الجذع (منطقة البطن)، مع رأس أكبر من المتوسط وملامح وجه مميزة . الودانة هو مرض وراثي ينتقل كصفة جسدية سائدة تظهر بسبب حدوث خلل (أليل) في جين محدد . إذا كان زوج من أليلات الودانة موجود، تكون النتيجة هي الوفاة. الودانة هي تحور في مستقبلات عامل نمو الخلايا الليفية 3. وفي سياق الودانة، تسبب هذه الطفرة نشاط FGFR3 بشكل جوهري، مما يعوق نمو العظام.
البحث عن طريق بواسطة أخصائي المسالك البولية هاري فيش للجهاز التناسلي لرجل في مستشفى كولومبيا المشيخي يشير إلى أن هذا العيب في البشر قد يكون موروث من الأب فقط ويصبح أكثر احتمالا مع عمر الأب: على وجه التحديد الذكور ما بعد عُمر 35.

### نقص هرمون النمو
نقص هرمون النمو (نـ هـ ا) هو حالة طبية يحدث فيها أن ينتج الجسم هرمون النمو بكمية غير كافية. هرمون النمو، كما يدعى سوماتوتروفين، هو هرمون ببتيد يحفز نمو وتكاثر الخلايا. إذا كان هذا الهرمون يُنتج بكمية قليلة، أو توقف قد يتوقف النمو بشكل واضح. الأطفال الذين يعانون من هذا الاضطراب قد ينموا ببطء وقد يتأجل البلوغ لعدة سنوات أو إلى أجل غير مسمى. لا يوجد سبب واحد واضح لنقص هرمون النمو. يمكن أن يُسبَب بواسطة طفرات في جينات معينة، تلف الغدة النخامية ومتلازمة تيرنر، وسوء التغذية، أو حتى الضغط العصبي (مما يؤدي إلى التقزم النفسي).

### أخرى
أسباب أخرى من القزامة هي النمو المشاشي الخلقي الشاذ، وخلل التنسج ضموري مشوه، التقزم الزائف، نقص التنسج الغضروفي ومتلازمة نوونان، التقزم الأساسي، ومتلازمة تيرنر، تكون العظم الناقص وقصور الدرقية. وقد تحدث تشوهات الهيكل العظمي نتيجة أمراض أختلال الأيض.
قد ينتج التقزم كأثر جانبي للأمراض المزمنة الخطيرة . الظروف البيئية القاسية، مثل سوء التغذية، قد ينتج عنها التقزم أيضاً. هذه الأنواع من القزامة هي النتائج الغير المباشرة للحالة الغير صحية أو الأفراد الذين يعانون من سوء التغذية عموماً، وليس من أي مرض معين. التقزم غالباً ما يأخذ شكل قصر القامة البسيط، دون أي تشوهات. في المجتمعات حيث سوء التغذية منتشر على نطاق واسع، ربما ينخفض متوسط الطول بين السكان وفي الجينات بسبب عدم وجود التغذية السليمة.

## التشخيص
غالبا ما يُشخص التقزم في الطفولة على أساس أعراض واضحة. وعادة يمكن أن يكون الفحص الجسدي كافي لتشخيص أنواع معينة من التقزم، ولكن يمكن استخدام الاختبارات الجينية والتصوير التشخيصي لتحديد الحالة بالضبط. وفي فترة شباب الشخص، يمكن أن تستخدم الرسوم البيانية الخاصة بالنمو التي تتبع الطول لتشخيص أشكال خفية من القزامة التي ليس لها الخصائص الفيزيائية الملفتة أخرى.
عادة ما يسترعي قصر القامة أو توقف النمو خلال فترة الشباب الإنتباه الطبي. عادة ما يُشتبه في خلل التنسج العظمي بسبب الخصائص الفيزيائية الواضحة (على سبيل المثال، تكوين غير عادي للوجه أو شكل الجمجمة)، بسبب تضرر أحد الوالدين الواضح، أو بسبب قياسات الجسم (امتداد الذراع، نسبة الجزء العلوي إلى الجزء السفلي) والتي تشير إلى عدم التناسق. غالبا ما تكون الأشعة السينية للعظام أساسية لتشخيص نوع معين من خلل التنسج العظمي، ولكنها ليست أداة التشخيص الوحيدة. معظم الأطفال الذين يشتبه في انهم يعانون من خلل التنسج العظمي يتم إحالتهم إلى إحدى عيادات الوراثة لتأكيد التشخيص والاستشارة الوراثية. أصبحت الاختبارات الجينية متاحة منذ عام 2000 لبعض الإضطرابات المعينة.
عادة ما يشير التقييم الطبي الأولي للقِصر، وغياب التناسق والقرائن الأخرى المذكورة أعلاه إلى أسباب أخرى غير خلل التنسج العظمي. يشير القصر الشديد مع نسب طبيعية تماماً في بعض الأحيان إلى نقص هرمون النمو (قزامة بسبب خلل الغدة النخامية).
قد يكون قصر القامة وحده في غياب أي تشوهات أخرى نتيجة وراثة صفات قصر القامة من ابوين قصيري القامة وليس عَرض لأي حالة طبية.

## الوقاية
من المستحيل منع العديد من أنواع القزامة حالياً لأنها تكون بسبب وراثي. يمكن تحديد الحالات الوراثية التي تسبب التقزم عن طريق الاختبارات الجينية، ومن خلال الكشف عن الاختلاف المحدد الذي يؤدي إلى هذه الحالة. مع ذلك، قد يكون من المستحيل التحديد بشكل قاطع ما إذا كان الطفل سيولد قزماً أم لا ويرجع ذلك إلى عدد حالات التقزم.
يمكن علاج التقزم الناتج عن سوء التغذية أو خلل الهرموني عن طريق نظام غذائي مناسب أو العلاج الهرموني. كما يمكن تدارك نقص هرمون النمو عن طريق حقن هرمون النمو البشري (هـ ا ا) في خلال وقت مبكر من الحياة.

## الإدارة
لا يمكن تغيير الطفرات الجينية لمعظم أشكال التقزم الناجم عن النمو الشاذ للعظام بعد، لذلك عادة ما تهدف التدخلات العلاجية في منع أو الحد من الألم أو الإعاقة الجسدية، وزيادة طول الكبار، أو التخفيف من الضغوط النفسية والاجتماعية وتعزيز التأقلم الاجتماعي.
يمكن معالجة أشكال التقزم المرتبطة بالغدد الصماء عن طريق العلاج الهرموني. إذا كان السبب هو نقص إفراز هرمون النمو دون سن المراهقة، قد يصحح هرمون النمو التكميلي الشذوذ. إذا كانت مستقبلات هرمون النمو في حد ذاتها متضررة، قد تكون الحالة أصعب في علاجها. قصور الدرقية سبب آخر محتمل من القزامة التي يمكن علاجها من خلال العلاج الهرموني. يمكن تخفيف آثار الحالة عن طريق حقن هرمون الغدة الدرقية، ولكن قد تكون المضاعفات الجسدية دائمة.
يمكن تحسين الألم والعجز عن طريق العلاج الطبيعي، المشابك أو أجهزة تقويم العظام الأخرى، أو عن طريق العمليات الجراحية. التدخلات البسيطة الوحيدة التي تزيد من طول الكبار هي تحسينات اللباس، مثل الأحذية العالية أو رفع تصفيفة الشعر. نادراً ما يستخدم هرمون النمو للقصر الناتج عن خلل التنسج العظمي، حيث أن المنفعة طول صغير عادة (أقل من 5 سم [انشان]) وعالي التكلفة. فإن أكثر الوسائل فعالية لزيادة طول الكبار عدة بوصات هو تكوين العظم السحبي (سحب الدشبذ)، على الرغم من التوافر المحدود والتكلفة العالية من حيث المال، وعدم الراحة، واضطراب الحياة. لا يختار معظم الناس مع التقزم هذا الخيار، ولا يزال مثير للجدل. العلاج الجراحي غير ممكن بالنسبة للأنواع الأخرى من التقزم.

## المجتمع والثقافة

### مصطلحات
كان المصطلح المناسب لوصف شخص قصير القامة بشكل خاص (أو مصاب بالحالة الطبية الودانة) تاريخياً غامض، وتطورت مجازا على مر القرون القليلة الماضية.
ينبع الاسم قزم من الانجليزية القديمة، مشيرا أصلا إلى كونه من الأساطير الجرمانية -القزم- الذي يسكن في الجبال والأرض، ويرتبط بالحكمة، الحدادة، والتعدين، والصياغة. هناك من يطعن في تأصيل الكلمة من كلمة قزم، وقد اقترح العلماء نظريات مختلفة حول أصل الوجود، بما في ذلك نشأة الأقزام كأرواح الطبيعة أو ككائنات مرتبطة بالقتل، أو على شكل مزيج من المفاهيم. وتشتمل منافسة التأصيل على أساس في لغة هندية أوروبية بدائية *دير - (معنى «الضرر»)، وقد جعلت الهندية الأوروبية البدائية* ديورف - (تغيم 'حلم' وتغوج 'الخداع') في الألمانية الحديثة، ومقارنات مع *توفاراس - (نوع من كائن شيطاني)* في الهندية القديمة . لم يتم ربط الكائن بقصر القامة حتى فترة لاحقة.
والآن يعتبر مصطلح «قزم»، «شخص صغير»، «ش ص»، و «شخص قصير القامة» عموماً مقبولة من قبل معظم الأشخاص المتأثرين بهذه الاضطرابات. ومع ذلك، فإن الجمع «قصيري القامة» بدلاً من «الأقزام» ويفضل عموماً في سياق الحالة الطبية، وربما يرجع ذلك إلى حقيقة أن «الأقزام» الجمع تم انشائها بواسطة جون ر. تولكين لوصف سباق الشخصيات في كتاب سيد الخواتم بتشبيهها بالأقزام في الأساطير إسكندنافية.
«القزم المتوحش»، الذي اشتق من «الحشرات القارضة الصغيرة»، ظهر بقوة في منتصف القرن 19 بعد استخدام هيريت ستو في رواياتها ذكريات مشرقة عن الأراضي الأجنبية وأهالي البلدة القديمة حيث وصفت الأطفال ورجل قصير للغاية، على التوالي. في وقت لاحق اعتبر بعض الأشخاص قصيري القامة هذه الكلمة مهينة لأنه كان مصطلح استخدمه الكاتب بي تي بارنوم لوصف الأشخاص المُستخدمين للتسلية العامة خلال فترة عرض المسوخ. وأيضا لا تعتبر دقيقة كما أنها ليست مصطلح طبي أو تشخيص، على الرغم من أنه يستخدم أحيانا كمصطلح عامي لوصف أولئك الذين هم قصيري القامة، إذا كان أو لم يكن لديهم التقزم.

### رياضة الأقزام
يُدعم الأقزام الأميركيين للتنافس في مجال الرياضة من قبل جمعية رياضة القزم الأمريكية. وهناك أيضا فرصة للمشاركة في المسابقات الدولية في دورة ألعاب القزم.

### الفن والتصوير الإعلامي
نادراً ما يصوَر الأقزام في الفن والأدب، والسينما على أنهم أشخاص عاديين قصيرين جدا بل يصوَروا كنوع على حدة. قد يُعلق الروائيين والفنانين والمخرجين أهمية أخلاقية أو جمالية خاصة إلى «طابعهم الفريد من نوعه» أو تشوههم.
يمكن الاطلاع على التعبير الفني عن القزامة المزهريات اليونانية والتحف القديمة الأخرى، بما في ذلك فن مصر القديمة حيث نُظر إلى الأقزام على أنهم مظهر من مظاهر الربوبية، حيث تشير السجلات إلى أنهم وصلوا إلى مناصب عالية في المجتمع.
تم العثور على تصويرات للأقزام في اللوحات الأوروبية والعديد من الرسوم التوضيحية أيضاً . تُصوِر العديد من اللوحات الأوروبية (الأسبانية خصوصا) في القرنين الـ 16-19 الأقزام وحدهم أو مع آخرين. يقال في الكتاب المقدس التلمود أن المولود الثاني للفرعون المصري كان قزما. تُشير دراسة حديثة إلى أن المصريين القدماء قاموا بإحترام الأقزام ومعاملتهم بتقدير عالٍ. قامت العديد من الشخصيات الميثولوجية (ذو علاقة بالأساطير) الهامة باكتشاف أن قبائل هورون في أمريكا الشمالية كانوا أقزام.
حيث أنتشرت وسائل الإعلام على نطاق أوسع، زادت عدد الأعمال التي تصور الأقزام بشكل كبير. يشعر البعض بأن غالباً ما تُصور شخصية القِزم على أساس عامل التجديد من حيث طولهم بدلا من التركيز على السمات الشخصية الأخرى. وصُور التقزم في العديد من الكتب والأفلام، والمسلسلات التلفزيونية مثل الصفصاف، أوستن باورز، رحلات غوليفر بواسطة جوناثان سويفت، ساحر أوز العجيب، ويلي ونكا ومصنع الشيكولاتة (فيلم)، ابن السيرك، أشخاص صغار عالم كبير، الثنائي الصغير، أغنية الجليد والنار (سلسلة روايات) (ولها محاكاة تلفازية صراع العروش)، ساينفيلد، الخطيب، في بروج (فيلم)، طبل الصفيح (رواية) التي كتبها غونتر غراس، برنامج الواقع الذي لم يدم طويلا اصغر عريس، فيلم وكيل المحطة.
سلسلة أنيمال بلانت حيث ظهر القزم بيت بوس ممثل شورتي روسي ووكالة موهبته، شورتي وود للإنتاج، والتي يستخدمها روسي لتوفير التمويل اللازم لعملية الإنقاذ «عملية انقاذ شورتي». موظفوا شورتي الثلاثة الذين يعملون بدوام كامل وظهروا في المسلسل، جميعهم أشخاص صغار ملهمين.